# 鸡血疗法
鸡血疗法，也称之为“打鸡血治百病”，简称“打鸡血”，是中国1960年代至文化大革命初期，流行的一种伪科学的健身方法。该疗法就是抽出新鲜的鸡（最好是小公鸡）的血液，注射到人的静脉中（一说肌肉注射）。据上海大夫俞昌时介绍这种方法能治多种慢性病，对高血压、偏瘫、不孕症、牛皮癣、脚气、脱肛、痔疮、咳嗽、感冒等都有治疗和预防的作用，并据他“统计”，“自己5年来亲身注射鸡血的疗效至少有24种，胆石症、丝虫病、脚肿、心脏病、老花、腹泻、睾丸硬化、冻疮、褥疮、脱皮、脱发等病痊愈，而且精神健旺乐观，视力增进，抵抗力强，面色红润，不怕冷，性欲旺，睡眠佳，大便畅，无任何病痛”。一时，各单位有病无病的人们，纷纷拎着大公鸡去医院排队打鸡血。各地流行（从大都市北京到穷乡僻壤的西双版纳）的起讫和流行的具体时间、长度略有不同。方法是抽取小公鸡（傳聞4斤以上重的纯种白色“来亨鸡”最好）的鸡血几十到100毫升，注射进人体，每周一次。

## 成效
鸡血注射在皮下肌肉（而非静脉注射）里，液体蛋白进入人体所引起的免疫反应。一些人有进补后的感觉，浑身燥热，脸色红润。在医学、医药条件相对低下的当时，可能具有某种类似替代性作用。但它的疗效和适用范围，显然被极端夸大了（一种夸张说法称它对半身不遂、脑中风、妇科病、阴道搔痒、不孕症、牛皮癣、脚气、脱肛、痔疮、咳嗽、感冒等都有治疗和预防的作用）。而且由于鸡感染的疾病较多，鸡血的品質情况也不明确，带来副作用的可能性不易控制（也有人注射后病亡的案例）。鸡血疗法本身的科学性没有得到理论和临床的证实，使用它的除了个别正规医院外，多是城市的街道诊所、县乡医院。高潮时候还需要排队注射。

## 历史
鸡血疗法的发明人俞昌时，1903年生于安徽南陵谢家坝村（现属许镇镇林塘村）人。他虽然出身在大地主家庭，19岁在上海医科大学读书时加入中国社会主义青年团，1925年转为中共党员。“五卅运动”期间，活跃在上海总工会。1926年11月25日，回南陵创立中共南陵特支并担任书记，在南(陵)芜(湖)一带领导农民运动。1927年2月10日，中国国民党南陵县党部成立，俞昌时任常务委员。后在武汉被捕失去组织关系。
1959年6月，在上海永安棉纺三厂任医生的俞昌时在职工中试验肌肉注射1毫升左右鸡血。据静安区卫生局调查证实，俞用“鸡血疗法”治过203例，“由病人口述所得的资料分析：对月经过多、胃溃疡、偏头痛等主觉症状有改善者达65%”，但同时也指出，“其中有36%发生高热、寻麻疹、淋巴结肿大等反应”。俞昌时自行印制于1964年8月的《鸡血疗法》一书中，辑录了一百多个病例。1964年12月12日，俞昌时给卫生部、中国科学院写信申诉。在俞的申诉信中写道：“鸡血疗法”当时也得到了“医务界许多正直而前进的人士”一致“公认”；尤其在中医界，一些有名望的中医，认为它是祖国医学的固有遗产，应发扬光大，作为创造我国新医药学派的重要项目之一。俞昌时并不满足于肌肉注射鸡血，而是“现已成功地发展到对人作静脉注射”，虽然尚在缜密试用中，“但望其前途，将是对人类更大贡献的发展方向”。
1965年6月12日，上海市卫生局召开了专家座谈会，坚持认为：鲜鸡血是有异性蛋白过敏性血清反应存在，不安全，“目前虽未发生死亡事故，但如继续应用下去，意外事故势所难免，特别鲜鸡血治疗对象均为慢性病，该病本身无多大危险性，而治疗却冒着危险更值得考虑。”半月后，上海市卫生局写了《关于鸡血疗法的情况和处理意见的报告》呈送卫生部，称将限令俞立即停止私自给病人注射鲜鸡血试验的行为。1965年7月23日，卫生部下发了《关于“鸡血疗法”的通知》，同意上海市卫生局调查报告的看法和处理意见，通知强调，“今后，应禁止医务人员用鲜鸡血给病人治病，以免发生过敏危险。群众要求医务人员用鲜鸡血给予治疗者，应加以劝阻。对于群众中流行的各种传说，应进行必要的澄清和解释。”

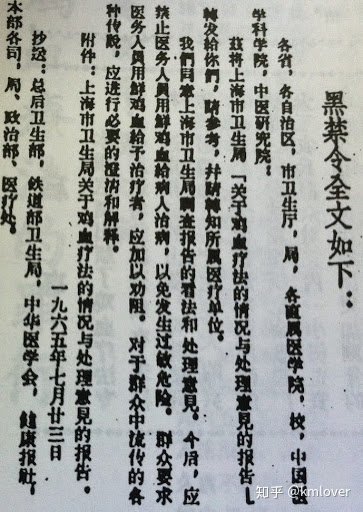
卫生部《关于“鸡血疗法”的通知》

鸡血疗法一时间竟造成了小公鸡因紧俏而涨价，在低工资、高就业、物价稳定的当时，成为极罕见的现象。据称，被抽过血的公鸡瘦骨嶙峋，烹饪、食用时没有香味。
文化大革命期間，大量的非正常死亡、流血，使人们意识到生命的脆弱、易逝，因此特别重视肉体生命的保全。只是借助于西洋注射器械，又有了些“洋为中用”的科学色彩、现代意味，似乎愈发增加了可信度；在从众心理的驱使下，一哄而起、应和者特别地多。1980年代，相声演员姜昆曾创作《红茶菌和打鸡血》对其进行讽刺。现代汉语也经常用“打鸡血”形容一个人过于亢奋。